# Liolaemus gracilis
Liolaemus gracilis är en ödleart som beskrevs av  Bell 1843. Liolaemus gracilis ingår i släktet Liolaemus och familjen Tropiduridae. Inga underarter finns listade i Catalogue of Life.